# Enrique Grau
Enrique Grau Araújo (Panamá, 18 de diciembre de 1920- Bogotá, 1 de abril de 2004) fue un pintor colombiano, conocido por sus retratos de figuras amerindias y afrocolombianas. Fue el ganador del Salón Nacional de Artistas de Colombia. Enrique Grau fue miembro del triunvirato de importantes artistas colombianos del siglo XX que incluyó a Fernando Botero y a Alejandro Obregón.

## Primeros años
Enrique Grau nació en Panamá, ya que su madre prefirió dar a luz en aquella ciudad, por las condiciones sanitarias de la época. A los pocos días se trasladaron a Cartagena, donde vivió hasta que la familia decidió emigrar a Nueva York. A comienzos de los años 1940 estudió en la Liga de Estudiantes de Arte en Nueva York, gracias a una beca otorgada por el presidente de la República, quien la gestionó para el joven talento cuando ganó la Mención Honorífica en el recién creado Salón Nacional de Artistas de Colombia. En el año 1956 viajó a Italia, donde aprendió técnicas de pintura en la Escuela de Bellas Artes de San Marco, Florencia. Posteriormente a la formación, regresa definitivamente a Colombia.

## Obras
Sus obras, en las que asociaba y conectaba figuras blancas, negras e indígenas lo llevaron a obtener cierto prestigio internacional, realizando exhibiciones de arte en el  Solomon R. Guggenheim Museum de Nueva York y en el Musée National d'Art Moderne de París. Grau donó mil trescientas obras de arte (incluidas algunas de otros artistas) a la ciudad de Cartagena. Con estas obras se abrió un museo en su honor, inaugurado a finales del año 2004.
Enrique Grau resaltaba sus obras con un interés exhaustivo porque esto le servía para contextualizar las tendencias del momento en el arte del país, sobre todo cuando se hablaba de la educación y por las cuales Alejandro Obregón tuvo que luchar como cabeza en la Escuela de Bellas Artes. La presencia de Obregón en Bogotá tuvo un impacto entre la juventud, sus pinturas atraparían el gusto de una generación de pintores Colombianos. La obra de este personaje presentada como la de Obregón, tuvo varias influencias y aunque su obra era una de las más sólidas dentro del panorama colombiano de los cincuenta, su estilo personal no comenzaría a definirse hasta 1959. La importancia de la obra de este gran artista para Colombia, además de su posición como artista a nivel hemisférico, no pasó desapercibida para el círculo internacional, lo que lo lleva a presentar exposiciones en Washington, bajo los auspicios de la unidad de Artes Visuales de la Organización de los Estados Americanos (OEA).

## Exposiciones
Enrique Grau realizó 80 exposiciones individuales y más de 190 exposiciones colectivas, entre ellas: 
- 1956 Prix Guggenheim, Museo de Arte Moderno, París.
- 1957 Panamerican Unión, Washington D. C.
- 1957 Roland De Aenlle Gallery, Nueva York.
- 1957 IV Bienal de Sao Paulo, Brasil.
- 1958 Pittsburg International Exhibition.
- 1958 Guggenheim International, Guggenheim Museum, Nueva York.
- 1973 Retrospectiva, Museo de Arte Moderno, Bogotá.
- 1981 y 1987 Aberbach Fine Arts, New York
- 1982 aberbach fine,Australia
- 1986 FIAC, París.
- 1991 Homenaje Nacional en sus 50 años de vida profesional con 18 exposiciones simultáneas.
- 1996 The Godwuin Ternbach Museum Flushing, New York City University.
- 2002 Museo de Arte Moderno, Bogotá

## Logros
- 1950-1963 Docente de pintura, dibujo y artes gráficas en la Universidad Nacional de Bogotá.
- 1963-1972 Docente de dibujo  y pintura en la Escuela de Bellas Artes en la Universidad de los Andes de Bogotá.
- 1972-1992 Presidente Vitalicio del Museo de Arte Moderno de Cartagena.[2]